# Magnolia henryi
Magnolia henryi là một loài thực vật có hoa trong họ Magnoliaceae. Loài này được Dunn mô tả khoa học đầu tiên năm 1903.